# Because the Night (singel Cascady)
Because the Night – trzeci singiel z albumu Perfect Day zespołu Cascada. W Niemczech został wydany 18 lipca 2008 roku, a w Wielkiej Brytanii 4 sierpnia 2008 roku.

## Notowania
| Notowanie (2008)                    | Najwyższa pozycja |
| ----------------------------------- | ----------------- |
| Austrian Singles Chart              | 45                |
| Euro Singles Hot 100                | 88                |
| French Airplay Chart                | 37                |
| German DJ Playlist Chart            | 3                 |
| German Singles Chart                | 41                |
| Slovakia Singles Chart              | 56                |
| UK Singles Chart                    | 28                |
| U.S. Billboard European Hot 100     | 57                |
| U.S. Billboard Global Dance Tracks< | 16                |